# Acteó

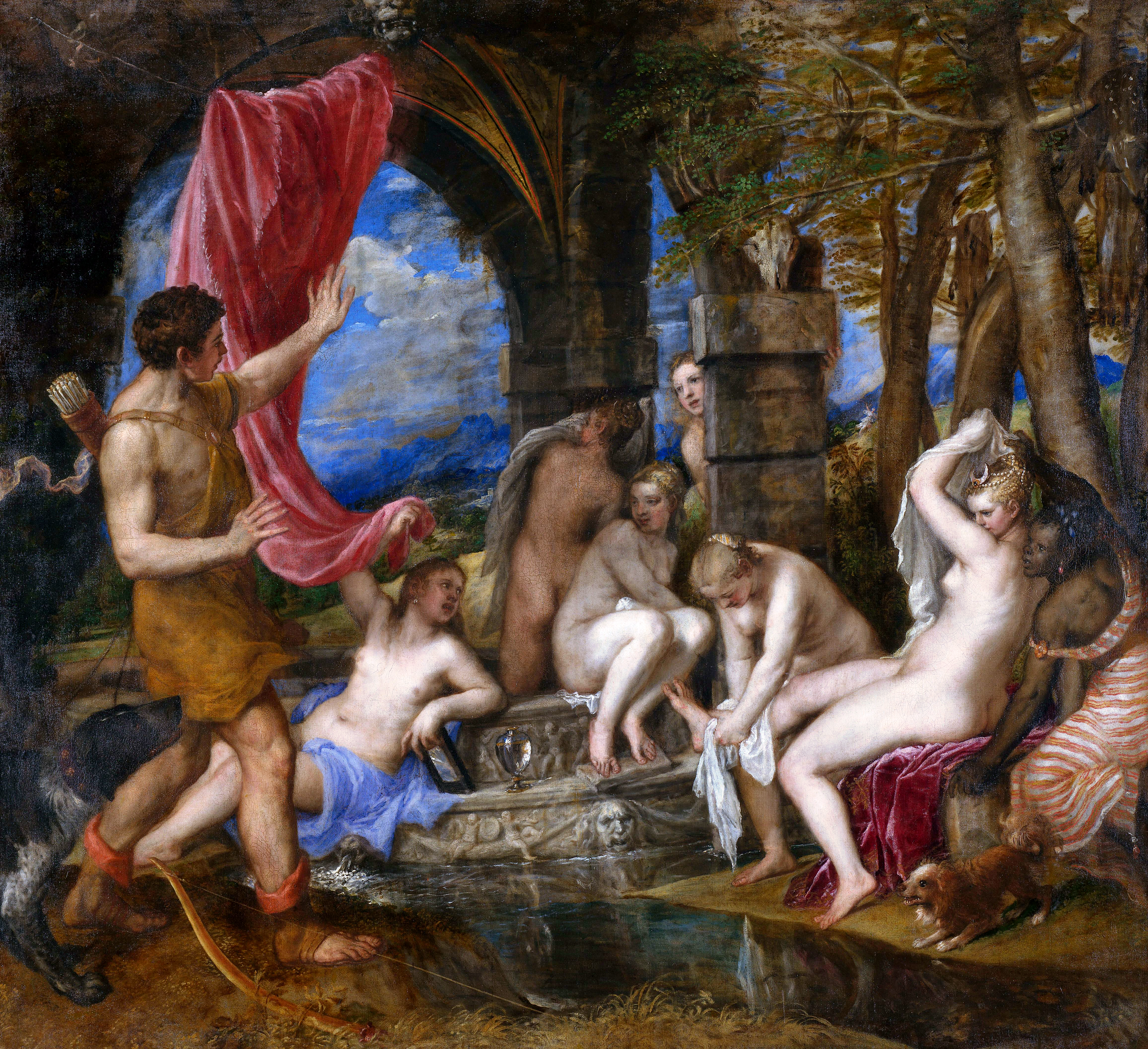
Acteó veu Àrtemis banyant-se.

Segons la mitologia grega, Acteó o Actèon (en grec Άκταίων ωνος/ονος,Aktaíōn, i Ἀκτέων ωνος Aktéōn; en llatí Actæōn -ŏnĭs) és un caçador, fill d'Aristeu i Autònoe a Beòcia, que va patir la ira d'Àrtemis per una ofensa.
El centaure Quiró el va formar en l'art de la caça i va morir destrossat pels seus propis gossos, dels que en tenia cinquanta, i tant Ovidi com Gai Juli Higí en donen els noms. La causa d'aquest fet s'explica de dues maneres diferents. En una versió del mite, Àrtemis estava banyant-se nua als boscos propers a la ciutat beòcia d'Orcomen quan Acteó es va topar amb ella i es va quedar mirant-la, fascinat per la seva bellesa. Quan Àrtemis el veié el va transformar en un cérvol i va manar que els seus gossos de caça que el matessin. Els gossos el van matar i devorar. Més tard, Quiró els trobà vagant pel bosc i construí una estàtua en honor del seu amo.
Altres versions del mite estableixen que l'ofensa va venir de vantar-se de ser millor caçador que Àrtemis, tal com expressa Eurípides a Les Bacants: 
| ὁρᾷς τὸν Ἀκτέωνος ἄθλιον μόρον, ὃν ὠμόσιτοι σκύλακες ἃς ἐθρέψατο διεσπάσαντο, κρείσσον' ἐν κυναγίαις Ἀρτέμιδος εἶναι κομπάσαντ', ἐν ὀργάσιν. | Veus Acteó, la seva fi tristíssima: les carnisseres gosses, que ell va criar, van fer-lo trossos perquè es va jactar de ser millor en caceres que Àrtemis, en ple boscam. |

La Biblioteca d'Apol·lodor, per la seva banda afirma que Acteó era rival de Zeus per als favors de Sèmele i el déu el va matar perquè havia demanat la seva mà. Diodor de Sicília considera que Acteó volia casar-se amb Àrtemis. Pausànias diu que va veure prop d'Orcomen la roca on Acteó s'havia aturat a descansar i des d'on havia vist la deessa nua mentre es banyava, però creu que els gossos van matar Acteó per un atac de bogeria. Una tradició de la ciutat d'Orcomen, que recull Pausànias, deia que l'esperit d'Acteó rondava vora la roca i que un oracle va manar als habitants de la ciutat que recollissin les seves restes i les enterressin, i que fixessin una imatge de ferro de l'heroi damunt de la roca que encara existia en temps de Pausànias. Els habitants d'Orcomen oferien cada any sacrificis en aquell lloc.
Acteó va ser també un fill de Melissos, net d'Àbron, que es va escapar d'Argos cap a Corint per por de la tirania de Fidó. Àrquias de Corint se'n va enamorar i se'l va voler emportar, però a la lluita entre Àrquias i Melissos el que va morir fou Acteó. Melissos va presentar una queixa a la celebració dels Jocs Ístmics pregant als déus que el vengessin, i es va tirar des d'una roca. Posteriorment, Corint va patir una pesta i una sequera i l'oracle va dir que havien de propiciar Posidó i venjar Acteó. Àrquias va fugir a Sicília on va fundar Siracusa, segons diuen Plutarc, Pausànias, Tucídides i Estrabó.